# McLaren MP4/5
McLaren MP4/5 je McLarnov dirkalnik Formule 1, ki je bil v uporabi v sezonah 1989 in 1990, ko so z jim dirkali Alain Prost, Ayrton Senna in Gerhard Berger. MP4/5 je bil eden najuspešnejših dirkalnikov v zgodovini Formule 1, saj je na 32-ih dirkah osvojil šestnajst zmag, neverjetnih sedemindvajset najboljših štartnih položajev, dva naslova konstruktorskih prvakov in dva dirkaška naslova, ki sta ju osvojila po medsebojnem dvoboju Prost in Senna.
V sezoni 1989 je Senna osvojil šest zmag in eno drugo mesto, kar pa so bile njegove edine uvrstitve v točke. Prost pa je dosegel le štiri zmage, a tudi šest drugih mest in eno tretje. Prvenstvo se je odločilo na predzadnji dirki sezone za Veliko nagradi Japonske s trčenjem med obema kandidatoma za naslov. Senna, ki je nujno potreboval zmago, da bi ohranil možnosti za naslov, je lahko dirko nadaljeval in tudi zmagal, a bil zaradi obvoza šikane kasneje diskvalificiran, s tem pa je naslov že pred zadnjo dirko pripadel Prostu, McLaren je osvojil tudi konstruktorski naslov.
V sezoni 1990, ko je McLaren nastopal z izboljšano različico laskoletnega dirkalnika MP4/5B, sta se za naslov ponovno borila Senna in Prost, le da je Francoz tokrat dirkal s Ferrarijem. Senna je v sezoni osvojil šest zmag in še pet uvrstitev na stopničke, odločitev o naslovu prvaka pa je ponovno padla na predzadnji dirki sezone za Veliko nagradi Japonske. Tokrat je zmago potreboval Prost, Senna pa ga je, nezadovoljen da najboljšega štartnega položaja niso premaknili na čistejšo stran proge, že takoj po štartu izrinil s steze, s čimer si je zagotovil naslov prvaka. McLaren je osvojil drugi zaporedni konstruktorski naslov.

## Popolni rezultati Formule 1
(legenda) (Odebeljene dirke pomenijo najboljši štartni položaj)
| Leto | Moštvo  | Motor                | Gume | Dirkači        | 1   | 2   | 3   | 4   | 5   | 6   | 7   | 8   | 9   | 10  | 11  | 12  | 13  | 14  | 15  | 16  | Toč | Prv |
| ---- | ------- | -------------------- | ---- | -------------- | --- | --- | --- | --- | --- | --- | --- | --- | --- | --- | --- | --- | --- | --- | --- | --- | --- | --- |
| 1989 | McLaren | Honda RA109A 3.5 V10 | G    |                | BRA | SMR | MON | MEH | ZDA | KAN | FRA | VB  | NEM | MAD | BEL | ITA | POR | ŠPA | JAP | AVS | 141 | 1.  |
| 1989 | McLaren | Honda RA109A 3.5 V10 | G    | Ayrton Senna   | 11  | 1   | 1   | 1   | Ret | 7   | Ret | Ret | 1   | 2   | 1   | Ret | Ret | 1   | DSQ | Ret | 141 | 1.  |
| 1989 | McLaren | Honda RA109A 3.5 V10 | G    | Alain Prost    | 2   | 2   | 2   | 5   | 1   | Ret | 1   | 1   | 2   | 4   | 2   | 1   | 2   | 3   | Ret | Ret | 141 | 1.  |
| 1990 | McLaren | Honda RA109E 3.5 V10 | G    |                | ZDA | BRA | SMR | MON | KAN | MEH | FRA | VB  | NEM | MAD | BEL | ITA | POR | ŠPA | JAP | AVS | 121 | 1.  |
| 1990 | McLaren | Honda RA109E 3.5 V10 | G    | Ayrton Senna   | 1   | 3   | Ret | 1   | 1   | 20  | 3   | 3   | 1   | 2   | 1   | 1   | 2   | Ret | Ret | Ret | 121 | 1.  |
| 1990 | McLaren | Honda RA109E 3.5 V10 | G    | Gerhard Berger | Ret | 2   | 2   | 3   | 4   | 3   | 5   | 14  | 3   | 16  | 3   | 3   | 4   | Ret | Ret | 4   | 121 | 1.  |